# Quincerot, Yonne
Quincerot är en kommun i departementet Yonne i regionen Bourgogne-Franche-Comté i norra Frankrike. Kommunen ligger i kantonen Cruzy-le-Châtel som tillhör arrondissementet Avallon. År 2022 hade Quincerot 52 invånare.

## Befolkningsutveckling
Antalet invånare i kommunen Quincerot
| Referens: INSEE |